# Фриланд (Мичиген)
Фриланд (енгл. Freeland) насељено је место без административног статуса у америчкој савезној држави Мичиген.

## Демографија
По попису из 2010. године број становника је 6.969, што је 1.822 (35,4%) становника више него 2000. године.
| Група             | 2000.         | 2010.         |
| Белци             | 4.180 (81,2%) | 5.758 (82,6%) |
| Афроамериканци    | 671 (13,0%)   | 870 (12,5%)   |
| Азијати           | 25 (0,5%)     | 39 (0,6%)     |
| Хиспаноамериканци | 163 (3,2%)    | 203 (2,9%)    |
| Укупно            | 5.147         | 6.969         |